# Sacra Famiglia con una santa (Signorelli)
La Sacra Famiglia con una santa è un dipinto a tempera su tavola (diametro 89 cm) di Luca Signorelli, databile al 1490-1495 circa e conservato nella Galleria Palatina a Firenze.

## Storia
Non si conoscono né le circostanze della commissione dell'opera né la sua collocazione originaria e tantomeno la data di ingresso nelle collezioni medicee. Si tratta forse di una delle opere che il principe Mattias de' Medici inviò da Siena nel 1630.
L'opera venne attribuita a Signorelli nel 1879 e da allora non è stata più messa in dubbio, anche se discordanti sono stati i pareri circa la presenza più o meno consistente di aiuti e la datazione.
Berenson, Cruttwell, Mario Salmi e Scarpellini la riferiscono al periodo fiorentino, vicino ad altri tondi dell'artista, tra il 1490 e il 1495. Vischer invece parlò di opera più tarda, del XVI secolo. Olson (2000) lo riferì interamente alla bottega, mentre Henry (in Kanter-Testa 2001) lo ha riportato all'autografia del maestro, restringendo la cronologia al 1491-1492, cioè al periodo volterrano.

## Descrizione e stile
L'opera è un esempio significativo delle riflessioni dell'artista sul tema del tondo, frequenti in quegli anni. Si trattava di un esercizio tipicamente fiorentino in cui una serie di personaggi, solitamente una Sacra Famiglia o una Madonna col Bambino magari con angeli e/o santi, erano circoscritti nel cerchio cercando di ottenere una piacevole valorizzazione della forma attraverso il vario disporsi dei personaggi.
In questa opera una santa senza attributi, forse Caterina d'Alessandria, legge un libro poggiato su un tavolo-parapetto coperto da un telo verde, che taglia tutte le figure a mezzobusto. Essa si rivolge indietro, con una torsione, verso Maria, che pure sembra interessata al libro, come lo è Giuseppe, dietro a sinistra, e il Bambino all'estremità destra, quasi seduto su un altro libro aperto poggiato sul parapetto, nell'insolita posizione come se ne stesse uscendo fuori, forse a sottolineare la circostanza della sua nascita che fece avverare le Sacre Scritture.
Tipica dello stile dell'artista di quegli anni è la forte accentuazione plastica delle figure, tramite il panneggio sbalzato come una scultura, e un'impostazione generale dei personaggi assorta a toni malinconici, ma non patetici, come nella produzione popolare ispirata alle prediche savonaroliane. Alcuni dettagli di vivo realismo sono i capelli dorati e sfilacciati, quasi dipinti uno per uno, di Maria.
A sinistra si intravede un piccolo brano paesaggistico, con un picco montano incombente su una torre.